# Yes? No?
《Yes? No?》(예스? 노?)는 대한민국의 가수이자 걸 그룹 미스에이의 멤버인 수지의 솔로 데뷔 앨범이자 첫 번째 미니 앨범이다. 타이틀곡은 〈Yes No Maybe〉이며 2017년 1월 24일에 발매되었다. 앨범 발매 일주일 전인 2017년 1월 17일, 수록곡 "행복한 척"이 선공개되었다.

## 뮤직비디오
2016년 말 홍콩에서 올 로케이션으로 촬영되었다. 1990년대 중화권 영화들에 대한 오마주 형식으로 제작되었다.

## 수록곡
| #            | 제목                            | 작사                     | 작곡                             | 편곡  | 재생 시간 |
| ------------ | ------------------------------- | ------------------------ | -------------------------------- | ----- | --------- |
| 1.           | 〈행복한 척〉                   | 아르마딜로               | 아르마딜로                       | 3:41  |           |
| 2.           | 〈Yes No Maybe〉                | J.Y Park "The Asiansoul" | J.Y Park "The Asiansoul", Kairos | 3:06  |           |
| 3.           | 〈다 그런거잖아〉 (Feat. Reddy) | 김원, G.Soul, Reddy      | 김원, G.Soul                     | 3:39  |           |
| 4.           | 〈취향〉 (Les Preferences)      | 배수지                   | 1Piece                           | 4:28  |           |
| 5.           | 〈난로 마냥〉                   | 배수지                   | 조현아                           | 4:02  |           |
| 6.           | 〈꽃마리〉                      | 에피톤 프로젝트          | 에피톤 프로젝트                  | 4:04  |           |
| 총 재생 시간 | 총 재생 시간                    | 총 재생 시간             | 총 재생 시간                     | 23:00 |           |

### 티저
- 앨범 티저 1 - 유튜브
- 앨범 티저 2 - 유튜브
- 앨범 티저 3 - 유튜브